# ヘンリエット・ニッセン＝サロマン

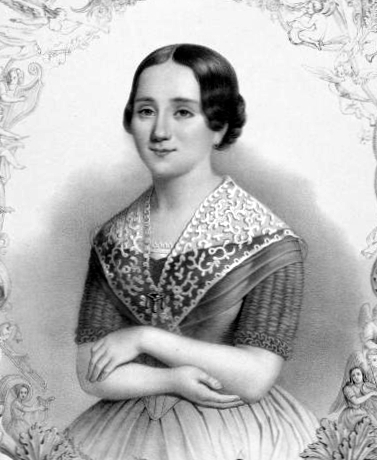
ヘンリエット・ニッセン＝サロマン

ヘンリエット・ニッセン＝サロマン（ドイツ語: Henriette Nissen-Saloman）（1819年1月18日 - 1879年8月27日）は、スウェーデンのオペラ歌手（メゾソプラノ）、および音楽教師。
ヘンリエットはヨーテボリで生まれ、そこでオルガニストのゲオルグ・ギュンターの教えを受けた。1838年にパリに渡航し、バリトン歌手のマヌエル・ガルシアから歌のレッスン、フレデリック・ショパンからピアノのレッスンを受けた。1842年、パリで上演されたイタリア演劇（Comédie-Italienne）の『ドン・ジョヴァンニ』でドナ・エルヴィラ役としてデビューした。1859年にロシアのサンクトペテルブルクで上演されたイタリア演劇で雇用される前の1844年から1855年まで欧州を遠征し、そこで彼女は1873年まで音楽学校で講師を務めた。1870年にはスウェーデン王立音楽アカデミーに選出され、1871年に文学・芸術メダルを授与された。1850年、デンマークの作曲家であるジークフリード・サロマンと結婚した。